# 청보식품
청보식품은 1984년부터 1987년 12월까지 존속했던 식품업체다. 1985년 한국프로야구 팀 '삼미 슈퍼스타즈'를 인수해서 '청보 핀토스'로 창단하였고, 청바지 사업까지 뛰어들어 핀토스 청바지도 존재하였다. 당시 전속 모델은 이주일이었다. 또한 계열사인 풍한방직 전속 모델인 당대 최고의 미남 배우 최재성을 청보식품의 광고 모델로 투입시키기도 했다.
한편, 군사정권 시절 육군장성 출신인 장기하 예비역 소장(육사 14기)을 사장으로 앉힌 동시에 군납을 독점하는 특혜를 받았지만 창립 이래 수많은 논란에 휩싸이던 청보식품(청보식품은 제품 만드는 기술이 다른 식품 업체들보다 훨씬 안좋았다고 함)은 과도한 마케팅에 비해 부진한 매출을 보여왔으며 그 원인은 아주 간단하게 제품이 너무 맛없어서 매출이 매우 부진했다. 결국 1987년 12월 (주)오뚜기에 인수 합병되어 역사 속으로 사라졌고 모기업 풍한방직은 뒷날 풍한산업으로 바뀐 데다 신라종합개발에 인수되어 이름만 유지하다가 2004년 법정관리를 졸업했으나 풍한방직 최후의 회장(이 회사 김영귀 창업주의 아들)이자 청보식품을 경영해 온  김정우 전 대한승마협회장이 암 투병 끝에 2005년 2월 14일 세상을 떠났다.
삼미 슈퍼스타즈를 인수받아 창립한 청보 핀토스는 태평양이 인수하여 '태평양 돌핀스(1996년 현대 유니콘스로 변경, 2007년 해체)'로 재창단되었다. 이 과정을 모두 거친 팀들을 야구 팬들은 '삼청태현'이라 부른다.

## 주요 제품

#### 봉지라면
- 영라면
- 곱배기라면: 다른 라면과 스프는 동일하지만 면만 많이 넣었다.
- 모모면: 맛이 대단히 어중간해서 돈 주고 사먹을 가치는 없었다.
- 홈라면
- 열라면(1996년 8월부터 오뚜기에서 판매 중.): 무조건 맵게만 만들어서 아이러니하게도 그것 때문에 맛 없다는 소리를 안 듣는 라면이었다.
- 진곱배기(오뚜기로 인수 합병 이후, 라면박사를 거쳐 진라면으로 재탄생)
- 우짜짜(오뚜기 짜장박사,짜장파티,북경짜장,진짜장의 전신이자 오뚜기 진짜장과 북경짜장으로 생산 중.)
- 스파게티(오뚜기로 인수 합병 이후, 계속 생산 중): 스프가 단순무식하게 케챂이었다. 이 스프와 면으로 구성품목 완료.
- 두레참
- 5무5첨
- 김치면(오뚜기로 인수 합병 이후, 김치라면으로 생산 중.)
- 물텀벙(오뚜기 오동통면의 전신제품이자 2005년부터 오뚜기 오동통면으로 생산 중.)
- 콩비지라면

#### 컵라면
- 청보육개장(오뚜기 육개장 용기면의 모체이자 오뚜기로 넘어간 이후 육개장 용기면으로 생산 중.)
- 아줌마(매운탕면,우동)
- 알짜배기
- 청보김치라면(오뚜기 김치면 용기면의 모체이자 오뚜기 김치면 용기로 생산 중.)
- 747라면
- 4번 타자: 모 기업 소속팀인 청보 핀토스의 경기가 있는 날이면 경기장에서 관중들에게 무료로 나눠주던 라면이었지만 워낙 맛이 없어서 대부분 쓰레기통에 넣어졌다.

#### 과자
- 새우야(농심 새우깡과 매우 흡사한 과자)
- 보안관
- 깨꿍스낵
- 샘보
- 엿장수

## 같이 보기
- 청보 핀토스
- 오뚜기